# اویزد و بوسکوویتس
اویزد و بوسکوویتس (به چکی: Újezd u Boskovic) یک منطقهٔ مسکونی در جمهوری چک است که در شهرستان بلانسکو واقع شده‌است. اویزد و بوسکوویتس ۱۲٫۷۹ کیلومتر مربع مساحت و ۴۶۵ نفر جمعیت دارد و ۵۲۷ متر بالاتر از سطح دریا واقع شده‌است.